# Сан-Грегориу (Калдаш-да-Раинья)
Сан-Грегориу (порт. São Gregório) — район (фрегезия) в Португалии, входит в округ Лейрия. Является составной частью муниципалитета Калдаш-да-Раинья. По старому административному делению входил в провинцию Эштремадура. Входит в экономико-статистический субрегион Оэште, который входит в Центральный регион. Население составляет 907 человек на 2001 год. Занимает площадь 14,42 км².